# Liste der Baudenkmäler in Greding
Auf dieser Seite sind die Baudenkmäler in der mittelfränkischen Stadt Greding zusammengestellt. Diese Tabelle ist eine Teilliste der Liste der Baudenkmäler in Bayern. Grundlage ist die Bayerische Denkmalliste, die auf Basis des Bayerischen Denkmalschutzgesetzes vom 1. Oktober 1973 erstmals erstellt wurde und seither durch das Bayerische Landesamt für Denkmalpflege geführt wird. Die folgenden Angaben ersetzen nicht die rechtsverbindliche Auskunft der Denkmalschutzbehörde.

## Ensembles

### Ensemble Altstadt Greding
Der 1064/65 erstmals genannte, im fränkischen Jura am nördlichen Ufer der Schwarzach liegende Ort (Lage) steigt in seinem nördlichen Bereich steil zum Kirchberg an, wo sich bei der spätromanischen Basilika von Sankt Martin ein fränkischer Königshof befand. Die Kirche hatte wohl einen Vorgängerbau und wurde im 16. Jahrhundert verändert. Bis 1727 diente sie als Pfarrkirche. Zusammen mit der Michaelskapelle aus dem 12. Jahrhundert, der mittelalterlichen Friedhofsanlage und der Stadtbefestigung, die Kirchen- und Friedhofsbezirk an zwei Seiten umschließt, beherrscht sie das Bild der noch weitgehend ummauerten und vom Stadtgraben umzogenen Stadt. Unter den Fürstbischöfen von Eichstätt entwickelte sich seit dem 12. Jahrhundert eine städtische Siedlung zur hochstiftischen Amtsstadt. Am Kreuzungspunkt der von Osten, Süden und Westen in die Ortsmitte führenden alten Durchgangsstraßen mit den Aufgängen zum Kirchberg entstand der dreieckige, nach Osten und Süden sich erst allmählich auf Straßenbreite reduzierende geräumige Marktplatz mit den wichtigsten fürstbischöflichen Amtsbauten, dem Rathaus und den großen Gasthöfen. Aus einer spätmittelalterlichen Kapelle am Fuße des Kirchberges ging 1727 der Neubau der barocken Stadtpfarrkirche hervor, die ihre Hauptfassade dem Marktplatz zuwendet. Die Nebengassen sind im Unterschied zum Marktplatz mit den drei auf die Stadttortürme zielenden Hauptstraßen Kindinger Straße, Bahnhofstraße und Nürnberger Straße meist locker bebaut. Die Höhe der Bebauung ist zurückgestuft, kleine Gärten, Scheunen und Höfe veranschaulichen den historischen ackerbürgerlichen Charakter in diesen Bereichen. Die Georg-Jobst-Gasse schließt um die Nordseite des Marktplatzes, die Badergasse um seine Südseite einen Bogen. Der Agbach, der die gesamte östliche Hälfte der Stadt in offenem Lauf quert, bildet im nordöstlichen Teil eine ordnende Achse für die Parzellen und die Bebauung der Malergasse und der unteren Georg-Jobst-Gasse. Die Straßenzüge Am Kirchberg, Kirchbergweg und Amtsgasse erschließen, zum Teil sich verzweigend, in unregelmäßiger Weise den Kirchberg. In diesen Nebengassen, zu denen auch die Langgasse und die Gripsergasse gehören, ist der historische Charakter durch einige Neubauten und Baulücken zum Teil gestört. Dennoch ist die Stadt als Ganzes durch die weitgehend mit ihren drei Tortürmen, 17 Befestigungstürmen, vier Turmresten, Mauerzügen und Stadtgräben erhaltene, unter dem Fürstbischof Friedrich von Öttingen (1383–1415) vollendete Stadtbefestigung noch anschaulich. Aktennummer: E-5-76-122-1.

## Stadtbefestigung
Die fast vollständig erhaltene ehemalige Stadtmauer ist teilweise mit einem Wehrgang versehen. Das Natursteinmauerwerk besteht größtenteils aus Bruchstein. Die erste Befestigung der städtischen Siedlung erfolgte im 14. Jahrhundert. Sie wurde Ende 14./Anfang 15. Jahrhundert erneuert. Ursprünglich war nur der Bezirk um die Martinskirche befestigt. Von der ehemaligen Kirchenburg bis zum Fürstentor ist die Stadtmauer zwischen Kirchberggasse 7 und 4 und Gripsergasse 7 und 4 unterbrochen. Beginnend im Nordwesten, besteht die Stadtbefestigung im Uhrzeigersinn aus folgenden Teilen:
| Lage                                                                                              | Objekt                    | Beschreibung | Akten-Nr.              | Bild           |
| ------------------------------------------------------------------------------------------------- | ------------------------- | --- | ---------------------- | -------------- |
| Am Kirchberg 19, im nordwestlichen Eck der Stadtmauer (Standort)                                  | Befestigungsturm          | Massivbau mit flachem Walmdach, um 1400                                                                                                   | D-5-76-122-1 Wikidata  | weitere Bilder |
| Am Kirchberg 18 (Standort)                                                                        | Sogenannter Knabenturm    | Befestigungsturm, Massivbau mit Satteldach, um 1400                                                                                       | D-5-76-122-1 Wikidata  | weitere Bilder |
| Georg-Jobst-Gasse, zwischen Georg-Jobst-Gasse 7 und 11 (Standort)                                 | Zug der Stadtmauer        | Um 1400, einschließlich eines Turm-Restes, zum Teil überbaut                                                                              | D-5-76-122-1 Wikidata  | weitere Bilder |
| Gripsergasse, von Gripsergasse 11 bis 7 und von Gripsergasse 4 bis Kindinger Straße 10 (Standort) | Zug der Stadtmauer        | Um 1400 | D-5-76-122-1 Wikidata  | weitere Bilder |
| Gripsergasse, von Gripsergasse 11 bis Kindinger Straße 10 (Standort)                              | Stadtgraben-Anlage        | Mittelalterlich östlich und nördlich vor dem Mauerzug                                                                                     | D-5-76-122-1 Wikidata  | BW             |
| Gripsergasse 9 (Standort)                                                                         | Sogenannter Thalmaierturm | Befestigungsturm, Massiv- und Fachwerkbau mit Spitzhelm, um 1400                                                                          | D-5-76-122-1 Wikidata  | BW             |
| Gripsergasse 8 (Standort)                                                                         | Sogenannter Hutterturm    | Befestigungsturm, Massiv- und Fachwerkbau mit Zeltdach, um 1400                                                                           | D-5-76-122-1 Wikidata  | weitere Bilder |
| Gripsergasse 7 (Standort)                                                                         | Sogenannter Kripferturm   | Befestigungsturm, Massivbau mit Spitzhelm, um 1400                                                                                        | D-5-76-122-1 Wikidata  | weitere Bilder |
| Gripsergasse 4 (Standort)                                                                         | Sogenannter Mehlerturm    | Befestigungsturm, Massivbau mit Spitzhelm, um 1400                                                                                        | D-5-76-122-1 Wikidata  | weitere Bilder |
| Gripsergasse 2 (Standort)                                                                         | Befestigungsturm          | Um 1400 | D-5-76-122-1 Wikidata  | weitere Bilder |
| Gripsergasse 1 (Standort)                                                                         | Sogenannter Rauchturm     | Befestigungsturm, Massivbau mit Spitzhelm, um 1400                                                                                        | D-5-76-122-1 Wikidata  | weitere Bilder |
| Kindinger Straße 10 (Standort)                                                                    | Sogenanntes Fürstentor    | Stadttor, rechteckiger Torturm mit Treppengiebeln und zweigeschossigem Vorturm mit Walmdach, um 1400, Vortor bezeichnet „1490“ und „1616“ | D-5-76-122-52 Wikidata | weitere Bilder |

| Lage                        | Objekt                      | Beschreibung | Akten-Nr.              | Bild               |
| --------------------------- | --------------------------- | --- | ---------------------- | ------------------ |
| Badergasse (Standort)       | Zug der Stadtmauer          | Um 1400, zwischen Bahnhofstraße 8 (sogenannter Zeidlerturm) und Badergasse 8 (sogenannter Blasiturm); überbaute Reste der Stadtmauer zwischen Badergasse 8 und Badergasse 17 (sogenannter Streicherlerturm) sowie zwischen Badergasse 21 (sogenannter Sammüllerturm) und Kindinger Straße 10 (Fürstentor). Restliche Anlagen des Stadtgrabens und Stadtwalls zwischen Bahnhofstraße 10 (Eichstätter Tor) und Kindinger Straße 10 (Fürstentor), spätmittelalterlich, der Badergasse südlich vorgelagert | D-5-76-122-1 Wikidata  | Zug der Stadtmauer |
| Badergasse 21 (Standort)    | Sogenannter Samüllerturm    | Befestigungsturm, Massivbau mit Spitzhelm, um 1400 | D-5-76-122-1 Wikidata  | weitere Bilder     |
| Badergasse 17 (Standort)    | Sogenannter Streichlerturm  | Befestigungsturm, dreigeschossiger Massivbau mit Spitzhelm, um 1400 | D-5-76-122-1 Wikidata  | weitere Bilder     |
| Badergasse 13 (Standort)    | Sogenannter Luselturm       | Befestigungsturm, dreigeschossiger Massivbau mit Spitzhelm, um 1400, verändert um 1582 und 1750, Dachstuhl um 1700 | D-5-76-122-1 Wikidata  | weitere Bilder     |
| Badergasse 11 (Standort)    | Sogenannter Wilberturm      | Befestigungsturm, massiver Rundbau mit Kegeldach, um 1400 | D-5-76-122-1 Wikidata  | weitere Bilder     |
| Badergasse 8 (Standort)     | Sogenannter Blasiturm       | Befestigungsturm, Massivbau mit Zeltdach, um 1400 | D-5-76-122-1 Wikidata  | weitere Bilder     |
| Bahnhofstraße (Standort)    | Zug der Stadtmauer          | Um 1400, zwischen Bahnhofstraße 8 (sogenannter Zeidlerturm) und Bahnhofstraße 10 (Eichstätter Tor) | D-5-76-122-1 Wikidata  | BW                 |
| Bahnhofstraße 8 (Standort)  | Sogenannter Zeidlerturm     | Befestigungsturm, dreigeschossiger Massivbau mit steilem Zeltdach, um 1400 | D-5-76-122-1 Wikidata  | weitere Bilder     |
| Bahnhofstraße 10 (Standort) | Sogenanntes Eichstätter Tor | Stadttor, massiver Torturm mit Treppengiebeln und zweigeschossigem Vortor mit Walmdach, Torturm 14. Jahrhundert, Vortor 15./16. Jahrhundert | D-5-76-122-28 Wikidata | weitere Bilder     |

| Lage                                                          | Objekt                                           | Beschreibung | Akten-Nr.              | Bild           |
| ------------------------------------------------------------- | ------------------------------------------------ | --- | ---------------------- | -------------- |
| Bahnhofstraße (Standort)                                      | Zug der Stadtmauer                               | Um 1400, von Bahnhofstraße 10 bis zum südwestlichen Eckturm-Rest, vom Eckturm nördlich bis zum Hausener Tor, einschließlich zweier Turmreste; restliche Stadtgraben-Anlage zwischen Bahnhofstraße 8 und 10 | D-5-76-122-1 Wikidata  | weitere Bilder |
| Bahnhofstraße, im südwestlichen Eck der Stadtmauer (Standort) | Befestigungsturm                                 | Massivbau mit Bruchsteinmauerwerk und Spitzhelm, um 1400 | D-5-76-122-1 Wikidata  | weitere Bilder |
| Bahnhofstraße (Standort)                                      | Befestigungsturm                                 | Massivbau mit Bruchsteinmauerwerk und Spitzhelm, um 1400 | D-5-76-122-1 Wikidata  | weitere Bilder |
| Bahnhofstraße (Standort)                                      | Befestigungsturm                                 | Massivbau mit Bruchsteinmauerwerk und Spitzhelm, um 1400 | D-5-76-122-1 Wikidata  | weitere Bilder |
| Nürnberger Straße (Standort)                                  | Stadtgraben-Anlage                               | Mittelalterlich, vor dem westlichen Mauerzug | D-5-76-122-1 Wikidata  | weitere Bilder |
| Nürnberger Straße (Standort)                                  | Zug der Stadtmauer                               | Um 1400, von Nürnberger Straße 10 (Hausener Tor) südwärts zum südwestlichen Eckturm und nordwärts überbaute Reste bis Kirchberg 10 - siehe auch Bahnhofstraße                                              | D-5-76-122-1 Wikidata  | weitere Bilder |
| Nürnberger Straße 10 (Standort)                               | Sogenanntes Hausener, Nürnberger oder Oberes Tor | Stadttor, fünfgeschossiger Torturm mit Helmdach und Laterne und zweigeschossiges Vortor mit Walmdach, um 1400, Helmdach und Laterne 17. Jahrhundert, Vortor bezeichnet „1496“                              | D-5-76-122-83 Wikidata | weitere Bilder |

| Lage                       | Objekt                  | Beschreibung | Akten-Nr.             | Bild           |
| -------------------------- | ----------------------- | --- | --------------------- | -------------- |
| Am Kirchberg (Standort)    | Zug der Stadtmauer      | Um 1400, von Am Kirchberg 12 (sogenannter Kusslerturm) bis zum Eckturm Am Kirchberg 19 und von dort bis Am Kirchberg 18 (sogenannter Knabenturm) | D-5-76-122-1 Wikidata | BW             |
| Am Kirchberg 10 (Standort) | Sogenannter Klerlturm   | Massivbau mit Zeltdach, um 1400 | D-5-76-122-1 Wikidata | weitere Bilder |
| Am Kirchberg 12 (Standort) | Sogenannter Kusslerturm | Befestigungsturm, halbrunder Massivbau mit Spitzhelm, 14./15. Jahrhundert                                                                        | D-5-76-122-1 Wikidata | weitere Bilder |

## Baudenkmäler nach Gemeindeteilen

### Greding
| Lage                                                               | Objekt                                                                                   | Beschreibung | Akten-Nr.               | Bild           |
| ------------------------------------------------------------------ | ---------------------------------------------------------------------------------------- | --- | ----------------------- | -------------- |
| Am Kirchberg 3 (Standort)                                          | Katholische Pfarrkirche St. Jakobus                                                      | Große Saalkirche mit Satteldach und Dachreiter mit Zwiebelhaube, Langhaus mit Spiegelgewölbe, eingezogenem Chor und zweigeschossiger Westempore, barock, 1725–27; mit Ausstattung | D-5-76-122-3 Wikidata   | weitere Bilder |
| Am Kirchberg 4 (Standort)                                          | Katholische Pfarrhaus                                                                    | Zweigeschossiger Putzbau mit Walmdach, Giebelrisalit und Dachreiter, historisierender Jugendstil, 1905 Pfarrgarten, gleichzeitig Einfriedung, Kalksteinpfeiler und Holzlattenzaun auf Bruchsteinmauer und rundbogige Toreinfahrt, gleichzeitig                                                                | D-5-76-122-4 Wikidata   | weitere Bilder |
| Am Kirchberg 5 (Standort)                                          | Wohnhaus                                                                                 | Zweigeschossiger und verputzter Walmdachbau, wohl Anfang 19. Jahrhundert | D-5-76-122-5 Wikidata   | weitere Bilder |
| Am Kirchberg 6 (Standort)                                          | Wohnhaus                                                                                 | Langgestreckter, zweigeschossiger und verputzter Walmdachbau, erste Hälfte 19. Jahrhundert | D-5-76-122-6 Wikidata   | BW             |
| Am Kirchberg 9 (Standort)                                          | Scheune                                                                                  | Wohl ehemals zu Brauerei gehörig, giebelseitiger Massivbau mit Satteldach, Fachwerkgiebel und tonnengewölbten Kellern, 18. Jahrhundert, bezeichnet im Inneren „1856“ | D-5-76-122-7 Wikidata   | weitere Bilder |
| Am Kirchberg 15 (Standort)                                         | Ehemaliges Mesnerhaus                                                                    | Zweigeschossiger, giebelseitiger Satteldachbau, Bruchstein und Fachwerk verputzt, 17./18. Jahrhundert | D-5-76-122-10 Wikidata  | weitere Bilder |
| Am Kirchberg 17 (Standort)                                         | Ehemalige katholische Pfarrkirche St. Martin, jetzt Friedhofskirche                      | Dreischiffige Hallenkirche mit drei Apsiden und vorgestelltem Westturm mit Spitzhelm, Turmuntergeschosse spätes 11. Jahrhundert, Neubau der Basilika zweite Hälfte 12. Jahrhundert, Turmaufstockung 13. Jahrhundert, Umbau zur Hallenkirche und erneute Turmaufstockung Ende 16. Jahrhundert; mit Ausstattung | D-5-76-122-12 Wikidata  | weitere Bilder |
| Am Kirchberg 17 (Standort)                                         | Katholische Friedhofskapelle St. Michael                                                 | Zweigeschossiger, giebelseitiger Massivbau mit Steilsatteldach, Erkerapsis und kreuzgratgewölbtem Karner im Untergeschoss, 12. Jahrhundert; mit Ausstattung | D-5-76-122-12 Wikidata  | weitere Bilder |
| Am Kirchberg 17 (Standort)                                         | Friedhofsummauerung                                                                      | Bruchsteinmauern an der Süd- und Ostseite, mittelalterlich | D-5-76-122-12 Wikidata  | weitere Bilder |
| Am Kirchenweg (Standort)                                           | Scheune                                                                                  | Giebelseitiger Fachwerkbau mit Satteldach, 19. Jahrhundert | D-5-76-122-58 Wikidata  | BW             |
| Am Ochsensteig, an der Straße nach Hausen (Standort)               | Wegkapelle                                                                               | Putzbau mit Zeltdach und Eckpilastergliederung, 18. Jahrhundert | D-5-76-122-92 Wikidata  | Wegkapelle     |
| Amtsknechtsgasse 4 (Standort)                                      | Ehemaliges Handwerkerhaus mit Werkstatt und Laden                                        | Erdgeschossiger, giebelseitiger Satteldachbau, erste Hälfte 19. Jahrhundert, Umbau um 1900 | D-5-76-122-186 Wikidata | weitere Bilder |
| Amtsknechtsgasse 7, an der Stadtmauer (Standort)                   | Wallpavillon, ehemaliger Sommerpavillon des Gredinger Stadtschlosses                     | Zweigeschossiger Walmdachbau mit Fachwerkobergeschoss, 18./19. Jahrhundert | D-5-76-122-187 Wikidata | BW             |
| Badergasse 1 (Standort)                                            | Bürgerhaus                                                                               | Zweigeschossiger Massivbau mit Mansardwalmdach, zweite Hälfte 18. Jahrhundert, stark erneuert | D-5-76-122-17 Wikidata  | weitere Bilder |
| Badergasse 5 (Standort)                                            | Kleinhaus                                                                                | Erdgeschossiger giebelseitiger Massivbau mit Satteldach, 18. Jahrhundert | D-5-76-122-18 Wikidata  | weitere Bilder |
| Bahnhofstraße 7 (Standort)                                         | Bürgerhaus                                                                               | Zweigeschossiger, giebelseitiger Massivbau mit Satteldach, 18. Jahrhundert, stark erneuert | D-5-76-122-26 Wikidata  | weitere Bilder |
| Bahnhofstraße 15 (Standort)                                        | Ehemaliges Bauernhaus                                                                    | Zweigeschossiger, giebelseitiger Massivbau mit Satteldach und seitlicher Laube, im Kern 18. Jahrhundert | D-5-76-122-30 Wikidata  | weitere Bilder |
| Bahnhofstraße 15 (Standort)                                        | Scheune                                                                                  | Erdgeschossiger Fachwerkbau mit Satteldach, 18. Jahrhundert | D-5-76-122-30 Wikidata  | weitere Bilder |
| Berchinger Straße 9 (Standort)                                     | Ehemaliges Schießhaus                                                                    | Zweigeschossiger Massivbau mit Walmdach, zweite Hälfte 18. Jahrhundert | D-5-76-122-31 Wikidata  | BW             |
| Bergstraße 6 (Standort)                                            | Ehemaliger Bierkeller                                                                    | Kelleranlage, überwachsen; mit angeschlossenem erdgeschossiger Satteldachbau mit Fachwerkgiebel und zweiseitiger Loggia; sämtlich frühes 19. Jahrhundert | D-5-76-122-32 Wikidata  | BW             |
| Georg-Jobst-Gasse 2 (Standort)                                     | Ehemaliges Ackerbürgerhaus                                                               | Zweigeschossiger, traufseitiger und verputzter Fachwerkbau mit Satteldach, 18. Jahrhundert | D-5-76-122-33 Wikidata  | weitere Bilder |
| Georg-Jobst-Gasse 5 (Standort)                                     | Ehemalige Bäckerei                                                                       | Zweigeschossiger Massivbau mit Steilsatteldach, bezeichnet „1823“, stark erneuert | D-5-76-122-34 Wikidata  | weitere Bilder |
| Georg-Jobst-Gasse 9 (Standort)                                     | Wohnhaus                                                                                 | Zweigeschossiger, giebelseitiger Satteldachbau, erstes Drittel 19. Jahrhundert | D-5-76-122-35 Wikidata  | weitere Bilder |
| Georg-Jobst-Gasse 25 (Standort)                                    | Bürgerhaus                                                                               | Zweigeschossiger, giebelseitiger Satteldachbau, 18. Jahrhundert, Erneuerung und Putzgliederung um Mitte 19. Jahrhundert Scheune, kleiner, verputzter Fachwerkbau mit Frackdach, 18./19. Jahrhundert | D-5-76-122-37 Wikidata  | BW             |
| Kindinger Straße 7 (Standort)                                      | Scheune                                                                                  | Fachwerkbau mit Satteldach, 18. Jahrhundert | D-5-76-122-49           | weitere Bilder |
| Kindinger Straße 11 (Standort)                                     | Ehemaliges Wacht- und Zollhaus                                                           | Eingeschossiger, giebelseitiger Massivbau mit Steilsattel, zweite Hälfte 18. Jahrhundert | D-5-76-122-53 Wikidata  | weitere Bilder |
| Kirchberggasse 2 (Standort)                                        | Kaplanhaus                                                                               | Zweigeschossiger Massivbau mit Walmdach, Wappenstein bezeichnet „1615“, stark erneuert | D-5-76-122-54 Wikidata  | weitere Bilder |
| Kirchberggasse 3 (Standort)                                        | Wohnhaus                                                                                 | Zweigeschossiger Massivbau mit Walmdach, zweite Hälfte 18. Jahrhundert, um 1900 verändert | D-5-76-122-55 Wikidata  | weitere Bilder |
| Kirchberggasse 5 (Standort)                                        | Wohnhaus                                                                                 | Zweigeschossiger Massivbau mit Walmdach und Aufzugserker, Anfang 18. Jahrhundert | D-5-76-122-56 Wikidata  | weitere Bilder |
| Kraftsbucher Straße 4 (Standort)                                   | Katholische Grabkirche St. Magdalena (Spitalkirche) mit angeschlossenem altem Spitalhaus | | D-5-76-122-59 Wikidata  | BW             |
| Kraftsbucher Straße 4, an der Autobahnauffahrt Greding (Standort)  | Wegkapelle                                                                               | Um acht Meter transloziert, Massivbau mit Pilastergliederung, Tympanonfeld, rundbogiger Nische und Satteldach, um 1800 | D-5-76-122-202 Wikidata | BW             |
| Langgasse 1 (Standort)                                             | Ehemalige Posthalterei                                                                   | Scheune, Massivbau mit Fachwerkgiebel und Satteldach, 17./18. Jahrhundert | D-5-76-122-69 Wikidata  | weitere Bilder |
| Malergasse (Standort)                                              | Brunnen                                                                                  | Gusseisentrog mit Sebastiansfigur auf der Brunnensäule, bezeichnet „1865“ | D-5-76-122-51 Wikidata  | BW             |
| Malergasse 8 (Standort)                                            | Wohnhaus                                                                                 | Zweigeschossiger, giebelseitiger Schopfwalmdachbau mit hölzernem Polygonalerker, 1911 | D-5-76-122-60 Wikidata  | weitere Bilder |
| Marktplatz 1 (Standort)                                            | Gasthaus                                                                                 | Zweigeschossiger, giebelseitiger Satteldachbau mit Treppengiebel, wohl 17. Jahrhundert | D-5-76-122-62 Wikidata  | weitere Bilder |
| Marktplatz 2 (Standort)                                            | Bürgerhaus                                                                               | Zweigeschossiger, giebelseitiger Massivbau mit Satteldach, zweite Hälfte 18. Jahrhundert | D-5-76-122-63 Wikidata  | weitere Bilder |
| Marktplatz 4 (Standort)                                            | Bürgerhaus                                                                               | Zweigeschossiger, giebelseitiger Satteldachbau mit Treppengiebel, wohl 16./17. Jahrhundert, stark erneuert | D-5-76-122-64 Wikidata  | weitere Bilder |
| Marktplatz 6 (Standort)                                            | Scheune                                                                                  | Fachwerkbau über Bruchsteinsockel in Jura-Bauweise, 18. Jahrhundert | D-5-76-122-65 Wikidata  | weitere Bilder |
| Marktplatz 7 (Standort)                                            | Gasthaus                                                                                 | Zweigeschossiger, giebelseitiger Massivbau mit Satteldach, 18./Mitte 19. Jahrhundert Stallscheune, zweigeschossiger, traufseitiger Massivbau mit Bruchsteinmauerwerk und Satteldach, erste Hälfte 19. Jahrhundert                                                                                             | D-5-76-122-66 Wikidata  | weitere Bilder |
| Marktplatz 8 (Standort)                                            | Ehemaliges Gasthaus, jetzt Stadtverwaltung                                               | Dreigeschossiger, giebelseitiger Massivbau mit Satteldach, Treppengiebel und hölzernem Laubengang im Hof, im Kern 17. Jahrhundert, Erweiterung 18./19. Jahrhundert Rückgebäude, dreigeschossiger Massivbau mit Walmdach, 18. Jahrhundert                                                                      | D-5-76-122-67 Wikidata  | weitere Bilder |
| Marktplatz 9 (Standort)                                            | Ehemaliger fürstbischöfliches Jägerhaus, dann Schulhaus                                  | Zweigeschossiger Massivbau mit Mansardwalmdach, barock, wohl von Gabriel de Gabrieli, bezeichnet „1741“ | D-5-76-122-68 Wikidata  | weitere Bilder |
| Marktplatz 10 (Standort)                                           | Ehemalige Posthalterei                                                                   | Zweigeschossiger, giebelseitiger Satteldachbau mit Scheitelzinne, im Kern 17./18. Jahrhundert, 1975/76 erneuert | D-5-76-122-69 Wikidata  | weitere Bilder |
| Marktplatz 11 (Standort)                                           | Rathaus                                                                                  | Zweigeschossiger, giebelseitiger Satteldachbau mit Eckrustika und Dachreiter mit Helm und Laterne, barock, wohl von Jakob Engel, bezeichnet „1699“, Umbau von Fritz Mayer, 1935–37 | D-5-76-122-70 Wikidata  | weitere Bilder |
| Marktplatz 12 (Standort)                                           | Bürgerhaus                                                                               | Zweigeschossiger, giebelseitiger Satteldachbau mit Eckrustika und Putzgliederung, zweite Hälfte 19. Jahrhundert Nischenfigur, Pietà-Gruppe, wohl 18./19. Jahrhundert | D-5-76-122-71 Wikidata  | weitere Bilder |
| Marktplatz 13 (Standort)                                           | Bürgerhaus                                                                               | Zweigeschossiger, giebelseitiger Satteldachbau, im Kern Ende 17. Jahrhundert | D-5-76-122-72 Wikidata  | weitere Bilder |
| Marktplatz 14 (Standort)                                           | Bürgerhaus                                                                               | Zweigeschossiger, giebelseitiger Satteldachbau, zweite Hälfte 18./Mitte 19. Jahrhundert | D-5-76-122-73 Wikidata  | weitere Bilder |
| Marktplatz 15 (Standort)                                           | Bürgerhaus                                                                               | Zweigeschossiger, giebelseitiger Satteldachbau, Ende 18./Anfang 19. Jahrhundert | D-5-76-122-74 Wikidata  | weitere Bilder |
| Marktplatz 17 (Standort)                                           | Apotheke                                                                                 | Zweigeschossiger, giebelseitiger Satteldachbau, 18./19. Jahrhundert, im Kern wohl älter | D-5-76-122-75 Wikidata  | weitere Bilder |
| Marktplatz 22 (Standort)                                           | Bürgerhaus                                                                               | Zweigeschossiger, giebelseitiger Satteldachbau, 18./frühes 19. Jahrhundert | D-5-76-122-77 Wikidata  | weitere Bilder |
| Marktplatz 23 (Standort)                                           | Ehemaliger Brauereigasthof                                                               | Zweigeschossiger, giebelseitiger Satteldachbau mit Walmdach-Kurzflügel, im Kern 16./17. Jahrhundert Nebengebäude, eingeschossiger, giebelseitiger Fachwerk- und Massivbau mit Satteldach, 18. Jahrhundert | D-5-76-122-78 Wikidata  | weitere Bilder |
| Nähe Kindinger Straße (Standort)                                   | Scheune                                                                                  | Fachwerkbau mit Satteldach, 18. Jahrhundert | D-5-76-122-50           | weitere Bilder |
| An der Straße nach Kinding, Ecke Heinrich-Herold-Straße (Standort) | Wegkapelle                                                                               | Putzbau mit Zeltdach und Eckpilastergliederung, 18. Jahrhundert | D-5-76-122-91           | BW             |
| Nürnberger Straße 1 (Standort)                                     | Ehemaliges fürstbischöfliches Schloss, dann Landgericht und Rentamt                      | Zweiflügeliger, zweigeschossiger Satteldachbau mit Mezzaningeschoss und polygonalem Eckerkerturm mit Zwiebelhaube, barock, wohl von Jakob Engel, bezeichnet „1696“ Ehemaliger Amtsgerichtsstadel, großer Massivbau mit Steilsatteldach, bezeichnet „1688“                                                     | D-5-76-122-79 Wikidata  | weitere Bilder |
| Nürnberger Straße 5 (Standort)                                     | Wohnhaus                                                                                 | Zweigeschossiger, giebelseitiger Satteldachbau, um 1784, stark erneuert Scheune, zweigeschossiger, giebelseitiger Fachwerkbau mit Satteldach, um 1800 | D-5-76-122-80 Wikidata  | weitere Bilder |
| Nürnberger Straße 6 (Standort)                                     | Bürgerhaus                                                                               | Zweigeschossiger, giebelseitiger Satteldachbau, 18. Jahrhundert | D-5-76-122-81 Wikidata  | weitere Bilder |
| Nürnberger Straße 7 (Standort)                                     | Ehemaliges fürstbischöfliches Amtsgebäude                                                | Zweigeschossiger, giebelseitiger Satteldachbau, Portal mit Rokokoverdachung, im Stil Gabriel de Gabrielis, bezeichnet „1746“ | D-5-76-122-82 Wikidata  | weitere Bilder |
| Nürnberger Straße 13 (Standort)                                    | Ehemaliges Wacht- und Zollhaus                                                           | Kleiner, zweigeschossiger Massivbau mit Walmdach, 18./frühes 19. Jahrhundert | D-5-76-122-86 Wikidata  | weitere Bilder |
| Nürnberger Straße 14 (Standort)                                    | Ehemaliges Bauernhaus                                                                    | Zweigeschossiger, traufseitiger und verputzter Fachwerkbau mit Satteldach, erstes Viertel 19. Jahrhundert | D-5-76-122-87 Wikidata  | weitere Bilder |
| Nürnberger Straße 15 (Standort)                                    | Gasthaus                                                                                 | Langgestreckter, zweigeschossiger und traufseitiger Walmdachbau, bezeichnet „1840“, stark erneuert | D-5-76-122-88 Wikidata  | weitere Bilder |
| Zur Achmühle 6 (Standort)                                          | Ehemaliges Müllerwohnhaus                                                                | Zweigeschossiger, giebelseitiger Massivbau mit Steilsatteldach, zweite Hälfte 18. Jahrhundert | D-5-76-122-89 Wikidata  | weitere Bilder |
| Zur Achmühle 10 (Standort)                                         | Wegkapelle                                                                               | Putzbau mit Zeltdach und Eckpilastergliederung, 18. Jahrhundert; mit Ausstattung | D-5-76-122-90 Wikidata  | Wegkapelle     |

### Attenhofen
| Lage                                           | Objekt                 | Beschreibung                                                                    | Akten-Nr.              | Bild                   |
| ---------------------------------------------- | ---------------------- | ------------------------------------------------------------------------------- | ---------------------- | ---------------------- |
| In Attenhofen, am Südrand des Ortes (Standort) | Dreifaltigkeitskapelle | Putzbau mit dreiseitig geschlossenem Chor und Satteldach, 1798; mit Ausstattung | D-5-76-122-93 Wikidata | Dreifaltigkeitskapelle |

### Birkhof
| Lage                  | Objekt                  | Beschreibung                                                                                | Akten-Nr.              | Bild                    |
| --------------------- | ----------------------- | ------------------------------------------------------------------------------------------- | ---------------------- | ----------------------- |
| In Birkhof (Standort) | Katholische Dorfkapelle | Putzbau mit Satteldach und hölzernem Dachreiter, wohl Ende 19. Jahrhundert; mit Ausstattung | D-5-76-122-95 Wikidata | Katholische Dorfkapelle |

### Bleimerschloß
| Lage                       | Objekt               | Beschreibung | Akten-Nr.              | Bild                 |
| -------------------------- | -------------------- | --- | ---------------------- | -------------------- |
| Bleimerschloß 3 (Standort) | Ehemalige Wegkapelle | Putzbau mit Satteldach, holzverschaltem Giebel und Giebelzier, 18. Jahrhundert, Dach modern | D-5-76-122-97 Wikidata | Ehemalige Wegkapelle |
| Bleimerschloß 4 (Standort) | Gutshof              | Gutshaus, zweigeschossiger, verputzter Massivbau mit Mansardwalmdach, 1919/20 umgebaut, im Kern älter Scheune, zweigeschossiger Fachwerkbau mit Satteldach, wohl 18. Jahrhundert, darunter mittelalterlicher tonnengewölbter Burgkeller Scheune, zweigeschossiger Bau mit Fachwerkobergeschoss und Flachsatteldach, vor 1825, mit späteren Umbauten, Anbau mit Pultdach wohl 19. Jahrhundert Wohnstallhaus, zweigeschossiger Massivbau mit Satteldach, 1919/20, mit älterem aufgehenden Mauerwerk | D-5-76-122-96 Wikidata | weitere Bilder       |

### Distelmühle
| Lage                           | Objekt                                  | Beschreibung | Akten-Nr.              | Bild           |
| ------------------------------ | --------------------------------------- | --- | ---------------------- | -------------- |
| Kindinger Straße 37 (Standort) | Ehemalige Mühle, sogenannte Distelmühle | Ehemaliges Müllerwohnhaus, zweigeschossiger, giebelseitiger Massivbau mit Satteldach und rückseitigem Fachwerkgiebel, 17./18. Jahrhundert, stark erneuert Ehemalige Stallscheune, zweigeschossiger, einseitig abgeschleppter Satteldachbau mit holzverschalten Giebeln, Anfang 19. Jahrhundert | D-5-76-122-98 Wikidata | weitere Bilder |

### Esselberg
| Lage                                                         | Objekt                                | Beschreibung | Akten-Nr.               | Bild           |
| ------------------------------------------------------------ | ------------------------------------- | --- | ----------------------- | -------------- |
| Dorfstraße 12 (Standort)                                     | Katholische Filialkirche St. Nikolaus | Chorturmanlage mit Walmdach und Turm mit oktogonalem Obergeschoss und Glockendach, Langhaus und Chor flachgedeckt, Turmuntergeschosse mittelalterlich, Langhaus und Turmerneuerung 1740; mit Ausstattung | D-5-76-122-99 Wikidata  | weitere Bilder |
| Lochfeld, südlich der Kreisstraße nach Kraftsbuch (Standort) | Feldkapelle                           | 18./19. Jahrhundert | D-5-76-122-100 Wikidata | BW             |

### Euerwang
| Lage                                           | Objekt                              | Beschreibung | Akten-Nr.               | Bild                               |
| ---------------------------------------------- | ----------------------------------- | --- | ----------------------- | ---------------------------------- |
| Enkeringer Weg 1 (Standort)                    | Bauernhaus                          | Zweigeschossiger, traufseitiger Flachsatteldachbau mit einseitigem Fachwerkobergeschoss und -giebel in Jura-Bauweise, erste Hälfte 19. Jahrhundert | D-5-76-122-104 Wikidata | Bauernhaus                         |
| Bei Enkeringer Weg 8 (Standort)                | Wandkruzifix mit Gefallenentafeln   | Um 1920 | D-5-76-122-107 Wikidata | Wandkruzifix mit Gefallenentafeln  |
| In Euerwang (Standort)                         | Wegkreuz mit vergoldeter Gussfigur  | Bezeichnet „1909“ | D-5-76-122-109 Wikidata | Wegkreuz mit vergoldeter Gussfigur |
| Lindener Bühl (Standort)                       | Wegkreuz                            | Wegkreuz, in Kruzifixform, 19./20. Jahrhundert | D-5-76-122-108 Wikidata | Wegkreuz                           |
| Linder Weg 3 (Standort)                        | Katholische Filialkirche St. Martin | Barocker Saalbau mit Walmdach und eingezogenem Chor, Chorflankenturm mit achtseitigem Glockengeschoss mit Helmdach und Laterne, von Gabriel de Gabrieli, 1728; mit Ausstattung | D-5-76-122-101 Wikidata | weitere Bilder                     |
| Linder Weg 10, am Weg nach Heimbach (Standort) | Wegkapelle                          | Putzbau mit Satteldach und Pilastergliederung, wohl 18. Jahrhundert; mit Ausstattung | D-5-76-122-106 Wikidata | Wegkapelle                         |
| Ziegelhof 1 (Standort)                         | Einöde Ziegler                      | Wohnstallhaus, erdgeschossiger, giebelständiger und verputzter Massivbau mit Steilsatteldach, bezeichnet „1839“ Austragshaus, erdgeschossiger Flachsatteldachbau in Jura-Bauweise mit Kniestock, 1891 Scheune mit eingebautem Pferdestall, erdgeschossiger, verputzter Massivbau mit Flachsatteldach und Fachwerk-Kniestock, bezeichnet „1869“ Stadel, verputzter Massivbau mit Satteldach, Fachwerkgiebel, südseitigem Fachwerkanbau und westseitig angebautem Schweinestall in Holzständerbauweise mit Juradeckung, wohl erste Hälfte 19. Jahrhundert, Fachwerkanbau bezeichnet „1881“ Ziegelhütte, verschalter Holzständerbau mit Satteldach, um 1900 Backhaus mit vorgelagertem Waschhaus und angebautem Hühnerstall, erdgeschossiger Putzbau mit Satteldach, 19. Jahrhundert Wegkreuz, Holzkreuz mit Schnitzdekor, bezeichnet „1932“ an der Abzweigung nach Euerwang | D-5-76-122-103 Wikidata | Einöde Ziegler                     |

### Grafenberg
| Lage                                                    | Objekt                                    | Beschreibung | Akten-Nr.               | Bild             |
| ------------------------------------------------------- | ----------------------------------------- | --- | ----------------------- | ---------------- |
| Bergetsland, an der Straße nach Euerwang (Standort)     | Wegkapelle                                | Putzbau mit Flachsatteldach mit Legschiefereindeckung, 19. Jahrhundert; | D-5-76-122-112 Wikidata | Wegkapelle       |
| Euerwanger Straße 4 (Standort)                          | Katholische Filialkirche St. Bartholomäus | Chorturmanlage mit Walmdach und Turm mit Spitzhelm, flachgedecktes Langhaus mit eingezogenem Chor, Turmuntergeschoss mittelalterlich, Turmobergeschosse 17. Jahrhundert, Langhaus von Dominikus Barbieri, 1759; mit Ausstattung Kirchhofbefestigung, hohe, verputzte Steinmauer mit Wehrgangabsatz und spitzbogigem Tor an der Nordseite, mittelalterlich | D-5-76-122-110 Wikidata | weitere Bilder   |
| Euerwanger Straße 6 (Standort)                          | Wohnstallhaus                             | Erdgeschossiger, abgewinkelter Massivbau in Jura-Bauweise mit Flachsatteldach und Kniestock, Anfang 18. Jahrhundert | D-5-76-122-191 Wikidata | Wohnstallhaus    |
| Euerwanger Straße 8 (Standort)                          | Bauernhaus                                | Zweigeschossiger, traufseitiger Massivbau in Jura-Bauweise mit Flachsatteldach und Kniestock, um 1820/30 | D-5-76-122-192 Wikidata | Bauernhaus       |
| G'stetterwegfeld, an der Straße nach Emsing (Standort)  | Heiligenhäuschen                          | Wohl 18. Jahrhundert | D-5-76-122-113 Wikidata | Heiligenhäuschen |
| Hauptstraße 4, an der Straße nach Kraftsbuch (Standort) | Kapelle                                   | Putzbau mit Satteldach und Pilastergliederung, barock, frühes 18. Jahrhundert; mit Ausstattung | D-5-76-122-111 Wikidata | Kapelle          |

### Großhöbing
| Lage                         | Objekt                                        | Beschreibung | Akten-Nr.               | Bild                  |
| ---------------------------- | --------------------------------------------- | --- | ----------------------- | --------------------- |
| Alte Dorfstraße 4 (Standort) | Katholische Pfarrkirche St. Johann Evangelist | Chorturmanlage mit Satteldach und Turm mit Zeltdach, flachgedecktes Langhaus und kreuzgratgewölbter Chor, Turm mittelalterlich, Langhausneubau und Turmhöhung bezeichnet „1618“; mit Ausstattung Friedhofummauerung mit Torbogen, teilweise verputzte Kalksteinmauer mit Stützpfeilern, 17./18. Jahrhundert Schmiedeeisernes Grabkreuz für Pfarrer Michael Kurzendorfer, barock, im Südwestteil des Friedhofs | D-5-76-122-114 Wikidata | weitere Bilder        |
| Alte Dorfstraße 8 (Standort) | Ehemaliges Bauernhaus                         | Zweigeschossige Traufseitanlage, Flachsatteldach, kleiner Dreiecksgiebel, Türstock bezeichnet „1817“ Reste der alten Hofmauer | D-5-76-122-118 Wikidata | Ehemaliges Bauernhaus |
| In Großhöbing (Standort)     | Wegkapelle                                    | Putzbau mit Satteldach und Eckpilastergliederung, wohl 18. Jahrhundert; mit Ausstattung | D-5-76-122-119 Wikidata | Wegkapelle            |
| Pfarrweg 10 (Standort)       | Ehemaliger Pfarrhof                           | Zweigeschossiger, verputzter Walmdachbau mit Eckrustika und Aufzugsgaube, barock, wohl von Gabriel de Gabrieli, bezeichnet „1718“ Pfarrscheune, teilweise verputzter Fachwerkbau mit Flachsatteldach in Jura-Bauweise, wohl gleichzeitig Hofmauer mit Toreinfahrt | D-5-76-122-115 Wikidata | weitere Bilder        |

### Günzenhofen
| Lage                                                     | Objekt                  | Beschreibung                                                                                | Akten-Nr.               | Bild                    |
| -------------------------------------------------------- | ----------------------- | ------------------------------------------------------------------------------------------- | ----------------------- | ----------------------- |
| In Günzenhofen (Standort)                                | Katholische Ortskapelle | Putzbau mit dreiseitigem Chorabschluss, Satteldach und Dachreiter, um 1700; mit Ausstattung | D-5-76-122-120 Wikidata | Katholische Ortskapelle |
| Staatsstraße 2227, an der Straße nach Greding (Standort) | Bildstock               | Putzbau mit Satteldach und Bildnische, 19. Jahrhundert                                      | D-5-76-122-121 Wikidata | Bildstock               |

### Hausen
| Lage                                         | Objekt                                      | Beschreibung | Akten-Nr.               | Bild           |
| -------------------------------------------- | ------------------------------------------- | --- | ----------------------- | -------------- |
| Espan, an der Straße nach Greding (Standort) | Wegkapelle                                  | Eingeschossiger Putzbau mit Eckpilastergliederung und Zeltdach, 18. Jahrhundert | D-5-76-122-123 Wikidata | Wegkapelle     |
| Schloßstraße 9 (Standort)                    | Katholische Filialkirche St. Peter und Paul | Chorturmanlage mit Satteldach und Turm mit Zeltdach, flachgedeckter Saalbau mit kreuzgratgewölbtem Chor, im Kern gotisch, Turmobergeschoss 1689; mit Ausstattung Kirchhofummauerung mit Torbögen, verputzte Steinmauer mit ziegelgedeckter Mauerkrone, 17./18. Jahrhundert | D-5-76-122-122 Wikidata | weitere Bilder |

### Heimbach
| Lage                     | Objekt                                      | Beschreibung | Akten-Nr.               | Bild                 |
| ------------------------ | ------------------------------------------- | --- | ----------------------- | -------------------- |
| Dorfgasse 5 (Standort)   | Katholische Pfarrkirche St. Pauli Bekehrung | Verputzte Chorturmanlage mit Walmdach, Chorturm mit oktogonalem Aufsatz und Spitzhelm, flachgedecktes Langhaus mit eingezogenem, flachgedecktem Chor, spätmittelalterlich, Barockisierung und Turmaufstockung 1744, Langhauserweiterung 1902; mit Ausstattung Kirchhofummauerung, Kalksteinmauer mit Streben an der Hangseite, wohl 18. Jahrhundert | D-5-76-122-124 Wikidata | weitere Bilder       |
| Dorfgasse 6 (Standort)   | Ehemaliger Bauernhof                        | Wohnstallhaus, erdgeschossiger, giebelseitiger Flachsatteldachbau in Jura-Bauweise mit Fachwerkgiebel und -kniestock, im Kern 17. Jahrhundert, Erweiterung 18. Jahrhundert (bezeichnet „1737“) Ehemalige Scheune in Hanglage, ein- bis zweigeschossiger, traufseitiger Satteldachbau mit Fachwerkobergeschoss und -giebel, Anfang 19. Jahrhundert   | D-5-76-122-193 Wikidata | Ehemaliger Bauernhof |
| Salvatorweg 1 (Standort) | Ehemaliges Pfarrhaus                        | Zweigeschossiger, giebelständiger und verputzter Satteldachbau, 1701; mit Ausstattung | D-5-76-122-125 Wikidata | Ehemaliges Pfarrhaus |

### Herrnsberg
| Lage                                                               | Objekt                                  | Beschreibung | Akten-Nr.               | Bild           |
| ------------------------------------------------------------------ | --------------------------------------- | --- | ----------------------- | -------------- |
| Bei Herrnsberg, am Südrand des Ortes (Standort)                    | Feldkapelle                             | Putzbau mit Satteldach, bezeichnet 1727, Erneuerung bezeichnet 1909; renoviert 1985 und 2006; mit Ausstattung | D-5-76-122-127 Wikidata | Feldkapelle    |
| Kirchstraße 8 (Standort)                                           | Katholische Filialkirche St. Pankratius | Chorturmanlage mit Satteldach und Turm mit getrepptem Giebel, flachgedecktes Langhaus und Chor mit Kreuzgewölbe, Turmuntergeschoss wohl 14. Jahrhundert, Abschluss des Turms bezeichnet „1598“, Neubau des Langhauses frühes 18. Jahrhundert; mit Ausstattung Friedhofsummauerung, 18. Jahrhundert | D-5-76-122-126 Wikidata | weitere Bilder |
| Von Herrnsberg nach Röckenhofen, am westlichen Ortsrand (Standort) | Bildstock                               | Kleiner Satteldachbau mit Geiselchristus | D-5-76-122-128 Wikidata | Bildstock      |

### Hofberg
| Lage                                                                                            | Objekt                                                                  | Beschreibung | Akten-Nr.               | Bild                                                                    |
| ----------------------------------------------------------------------------------------------- | ----------------------------------------------------------------------- | --- | ----------------------- | ----------------------------------------------------------------------- |
| Feigengarten, westlich auf der Höhe (Standort)                                                  | Feldkapelle                                                             | Satteldachbau mit verputztem Sandsteinmauerwerk, umstanden von zwei alten Linden, 17./18. Jahrhundert | D-5-76-122-136 Wikidata | Feldkapelle                                                             |
| Feigengarten (Standort)                                                                         | Schafscheune                                                            | Langgestreckter Satteldachbau mit Bruchsteinmauerwerk und dreischiffigem Innenausbau, erstes Viertel 19. Jahrhundert | D-5-76-122-134 Wikidata | Schafscheune                                                            |
| Hofberg 1 (Standort)                                                                            | Gutshof in der ehemaligen Vorburg                                       | Wohnstallhaus, zweigeschossiger Langbau mit Satteldach und verputztem Bruchsteinmauerwerk, mit Nr. 3 verbunden, erstes Viertel 19. Jahrhundert, im Kern wohl älter Torhaus, zweigeschossiger Giebelbau mit verputztem Bruchsteinmauerwerk und angeschlossener ehemaliger Wächterstube, bezeichnet „1490“ Reste der Ringmauer mit Schießscharten aus verputztem Bruchsteinmauerwerk, wohl 15. Jahrhundert                                              | D-5-76-122-132 Wikidata | Gutshof in der ehemaligen Vorburg                                       |
| Hofberg 3 (Standort)                                                                            | Gutshof in der ehemaligen Vorburg                                       | Wohnstallhaus, zweigeschossiger Langbau mit Satteldach und verputztem Bruchsteinmauerwerk, mit Nr. 1 verbunden, erstes Viertel 19. Jahrhundert, im Kern älter Hofmauer aus Bruchsteinmauerwerk, im Kern wohl 15. Jahrhundert | D-5-76-122-131 Wikidata | Gutshof in der ehemaligen Vorburg                                       |
| Hofberg 5 (Standort)                                                                            | Wohnhaus, ehemaliges Wächterhaus der Hauptburg der Herren von Mässingen | Zweigeschossiger Satteldachbau über den Resten der Burg mit angebautem nördlichen Rundturm der Ringmauern, erstes Viertel 19. Jahrhundert, im Kern wohl zweite Hälfte 15. Jahrhundert Reste des westlichen Eckturms und Teile der Ringmauern aus Kalkbruchstein, wohl zweite Hälfte 15. Jahrhundert Ruine des Palas, Buntsandsteinmauerwerk, spätes 13. bis frühes 14. Jahrhundert                                                                    | D-5-76-122-129 Wikidata | Wohnhaus, ehemaliges Wächterhaus der Hauptburg der Herren von Mässingen |
| Hofberg 6 (Standort)                                                                            | Bauernhof in der ehemaligen Hauptburg                                   | Wohnhaus, zweigeschossiger Satteldachbau auf den Resten der Burganlage, verputztes Kalksteinmauerwerk im Erdgeschoss, erstes Viertel 19. Jahrhundert, im Kern spätes 13. oder frühes 14. Jahrhundert Stallgebäude, eingeschossiger Satteldachbau mit verputztem Kalksteinmauerwerk, auf den Resten des Palas errichtet, Mitte 19. Jahrhundert Reste der südwestlichen Ringmauer und des Eckturms sowie des Burggrabens, zweite Hälfte 15. Jahrhundert | D-5-76-122-133 Wikidata | Bauernhof in der ehemaligen Hauptburg                                   |
| Hofberg 7 (Standort)                                                                            | Bauernhof in der ehemaligen Hauptburg                                   | Wohnhaus, zweigeschossiger Satteldachbau mit verputztem Kalksteinmauerwerk, über Resten der Ringmauer und des südöstlichen Eckturms errichtet, erstes Viertel 19. Jahrhundert, im Kern zweite Hälfte 15. Jahrhundert Reste der Wohnbauten der Hauptburg in den Wirtschaftsgebäuden, spätes 13. bis frühes 14. Jahrhundert | D-5-76-122-130 Wikidata | Bauernhof in der ehemaligen Hauptburg                                   |
| Offenbauer Wegfeld, auf der Höhe in der Nähe der Schafscheune, gegenüber der Kapelle (Standort) | Wegkreuz                                                                | Gusseisernes Kruzifix auf Sandsteinsockel, bezeichnet „1899“ | D-5-76-122-135 Wikidata | Wegkreuz                                                                |

### Kaising
| Lage                      | Objekt                                     | Beschreibung | Akten-Nr.               | Bild                          |
| ------------------------- | ------------------------------------------ | --- | ----------------------- | ----------------------------- |
| Am Kirchweg 1 (Standort)  | Katholische Filialkirche Unsere Liebe Frau | Putzbau mit Satteldach und Dachreiter mit Zwiebelhaube, bezeichnet „1846“, Langhauserweiterung bezeichnet „1923“; mit Ausstattung                                      | D-5-76-122-137 Wikidata | weitere Bilder                |
| Marienstraße 1 (Standort) | Katholische Kapelle Mariahilf              | Putzbau mit Satteldach, dreiseitigem, eingezogenem Chor und Dachreiter mit Spitzhelm über dem Chor, wohl Mitte 17. Jahrhundert, 1748 wieder aufgebaut; mit Ausstattung | D-5-76-122-138 Wikidata | Katholische Kapelle Mariahilf |

### Kleinnottersdorf
| Lage                         | Objekt                  | Beschreibung                                                                                          | Akten-Nr.               | Bild                    |
| ---------------------------- | ----------------------- | --- | ----------------------- | ----------------------- |
| Kreuzbergstraße 9 (Standort) | Katholische Ortskapelle | Putzbau mit Satteldach, Dachreiter mit Zeltdach und dreiseitigem Chorabschluss, 1898; mit Ausstattung | D-5-76-122-140 Wikidata | Katholische Ortskapelle |

### Kraftsbuch
| Lage                                                                         | Objekt                               | Beschreibung | Akten-Nr.               | Bild           |
| ---------------------------------------------------------------------------- | ------------------------------------ | --- | ----------------------- | -------------- |
| An der Kirche 4 (Standort)                                                   | Katholische Filialkirche St. Andreas | Chorturmanlage mit Walmdach und Turm mit Kuppeldach und Laterne, Langhaus und eingezogener Chor flachgedeckt, Turmuntergeschosse wohl mittelalterlich, Turmobergeschosse und Langhaus von Bernhard Deller, 1724/25; mit Ausstattung | D-5-76-122-141 Wikidata | weitere Bilder |
| Bucher Graben, am Ortsende an der Straße nach Greding (Standort)             | Kapelle                              | Putzbau mit Satteldach, bezeichnet 1892; mit Ausstattung | D-5-76-122-146 Wikidata | Kapelle        |
| Bucher Straße, nahe der Abzweigung nach Euerwang (Standort)                  | Wegkreuz                             | In Kruzifixform, Anfang 20. Jahrhundert | D-5-76-122-143 Wikidata | BW             |
| Hagenbuch, in Ortsmitte (Standort)                                           | Wegkreuz                             | In Kruzifixform mit eisernen Figuren, bezeichnet „1871“ | D-5-76-122-142 Wikidata | Wegkreuz       |
| Schutzendorfer Wegfeld, bei der Abzweigung nach Schutzendorf (Standort)      | Bildstock                            | In Holz mit Blechbild, Anfang 20. Jahrhundert | D-5-76-122-145 Wikidata | BW             |
| Steinig, am westlichen Ortsrand bei der Abzweigung nach Esselberg (Standort) | Wegkreuz                             | In Kruzifixform, Sand- und Kalkstein, Anfang 20. Jahrhundert | D-5-76-122-144 Wikidata | Wegkreuz       |

### Landerzhofen
| Lage                                                  | Objekt                              | Beschreibung | Akten-Nr.               | Bild           |
| ----------------------------------------------------- | ----------------------------------- | --- | ----------------------- | -------------- |
| Bei Attenhofen, an der Straße nach Greding (Standort) | Wegkapelle                          | Putzbau mit Zeltdach, nach 1918 | D-5-76-122-148 Wikidata | Wegkapelle     |
| Breitenlohweg 1 (Standort)                            | Scheune                             | Teilweise holzverschalter Fachwerkbau mit Flachsatteldach, bezeichnet „1874“ | D-5-76-122-150 Wikidata | Scheune        |
| Thomasstraße 16 (Standort)                            | Katholische Filialkirche St. Thomas | Chorturmanlage mit Walmdach und Turm mit Spitzhelm, flachgedecktes Langhaus mit kreuzgewölbtem, eingezogenem Chor, im Kern romanisch, 12./13. Jahrhundert, Turmerneuerung 1680, Verlängerung nach Westen 1702, Sakristeianbau 1708; mit Ausstattung Ölbergkapelle, südlich an das Langhaus angeschlossen, mit Holzfiguren, Ende 15. Jahrhundert Kirchhofbefestigung, Ringmauer, mittelalterlich, zum Teil reduziert Torturm, zweigeschossiger, traufseitiger Putzbau mit Satteldach zwischen Treppengiebeln, spätgotisch | D-5-76-122-147 Wikidata | weitere Bilder |

### Linden
| Lage                          | Objekt                              | Beschreibung | Akten-Nr.               | Bild           |
| ----------------------------- | ----------------------------------- | --- | ----------------------- | -------------- |
| Wallfahrtsstraße 1 (Standort) | Katholische Filialkirche Maria Hilf | Wallfahrtskapelle, Chorturmanlage mit Satteldach und Turm mit Zeltdach, flachgedecktes Langhaus und flachgedeckter, eingezogener Chor, 1712, Ausbau und Vergrößerung 1722, Turmobergeschosse von Anton Rauch, 1795; mit Ausstattung                                     | D-5-76-122-152 Wikidata | weitere Bilder |
| Wallfahrtsstraße 7 (Standort) | Bauernhof                           | Wohnstallhaus, zweigeschossiger, traufseitiger Flachsatteldachbau in Jura-Bauweise mit Kniestock, Fachwerkobergeschoss und -giebel, 18./19. Jahrhundert, Türstock bezeichnet „1824“ und „1854“ Scheune, Massivbau mit Flachsatteldach in Jura-Bauweise, 19. Jahrhundert | D-5-76-122-194 Wikidata | Bauernhof      |

### Mettendorf
| Lage                        | Objekt                                                           | Beschreibung | Akten-Nr.               | Bild           |
| --------------------------- | ---------------------------------------------------------------- | --- | ----------------------- | -------------- |
| Sankt-Anna-Weg 2 (Standort) | Katholische Filial- und Wallfahrtskirche St. Johannes der Täufer | Putzbau mit Walmdach und seitlichem Turm mit achtseitigem Obergeschoss und Zwiebelhaube, Langhaus mit Spiegelgewölbe und eingezogener Chor mit abgeschrägten Ostecken, barock, wohl von Gabriel de Gabrieli, 1737–40; mit Ausstattung Friedhofummauerung, verputzte Steinmauer mit Korbbogentor an der Nordseite, gleichzeitig | D-5-76-122-155 Wikidata | weitere Bilder |
| Zum Liebeneck 6 (Standort)  | Bauernhaus                                                       | Erdgeschossiger Massivbau mit Satteldach, Kniestock und verputztem Fachwerkgiebel, wohl noch 17. und 18. Jahrhundert | D-5-76-122-195 Wikidata | weitere Bilder |
| Zum Liebeneck 14 (Standort) | Bauernhaus                                                       | Zweigeschossiger, giebelseitiger Satteldachbau mit Fachwerk-Obergeschoss, 18. Jahrhundert | D-5-76-122-154 Wikidata | weitere Bilder |
| Melcherbauernleite ()       | Ehemaliger Kalkbrennofen                                         | erhaltene Teile in Ziegel- und Hausteinmauerwerk mit gemauerten Bogenöffnungen, 1902/03 | D-5-76-122-247          |                |

### Obermässing
| Lage                                                            | Objekt                                    | Beschreibung | Akten-Nr.               | Bild                               |
| --------------------------------------------------------------- | ----------------------------------------- | --- | ----------------------- | ---------------------------------- |
| Am Kirchplatz 2 (Standort)                                      | Pfarrhof                                  | Zweigeschossiger, giebelseitiger Massivbau mit Steilsatteldach, Barock, bezeichnet „1769“ Schaumbergsches Wappen, 16. Jahrhundert | D-5-76-122-158 Wikidata | Pfarrhof                           |
| Am Kirchplatz 3 (Standort)                                      | Katholische Pfarrkirche Mariä Himmelfahrt | Saalbau mit Satteldach und seitlichem Turm mit Kuppeldach und Laterne, vierjochiges Langhaus mit Stichkappentonne und Chor mit Kreuzgratgewölbe, im Kern 13. Jahrhundert, Barockisierung und Gewölbe von Johann Baptist Camesina, Ende 17./Anfang 18. Jahrhundert, Turmerneuerung 1758; mit Ausstattung Friedhofsummauerung, wohl 18. Jahrhundert Grabstein, Kalkstein, klassizistisch, 1816 | D-5-76-122-156 Wikidata | weitere Bilder                     |
| Am Kirchplatz 4, 5 (Standort)                                   | Ehemaliges Kastenhaus, dann Schule        | Dreigeschossiger, langgestreckter und giebelseitiger Massivbau mit Steilsatteldach, im Kern mittelalterlich, Ausbau 1762 | D-5-76-122-157 Wikidata | Ehemaliges Kastenhaus, dann Schule |
| An der Schwarzach 8, an der Straße nach Untermässing (Standort) | Wegkapelle                                | Massivbau, 1849 | D-5-76-122-160 Wikidata | Wegkapelle                         |
| Fabianespan, an der Straße nach Hagenbuch (Standort)            | Wegkapelle                                | Putzbau mit Satteldach, 18. Jahrhundert | D-5-76-122-161 Wikidata | Wegkapelle                         |
| Hofbergstraße 10, an der Straße nach Hofberg (Standort)         | Bildstock                                 | 18. Jahrhundert | D-5-76-122-162          | Bildstock                          |
| Lämmerberg ()                                                   | Felsenkeller, ehemals Bierkeller          | zwei in den Sandsteinfels gehauene Stollensysteme, mit Laufgängen und Steinbänken zur Fasslagerung, 18. Jahrhundert, Eingangsportale erneuert 2012–13 | D-5-76-122-246          |                                    |
| Schwarzach, an der Schwarzachbrücke (Standort)                  | Brückenfigur                              | Figur des St. Johann Nepomuk, Kunststeinreplik nach barocker Brückenfigur des 18. Jahrhunderts, bezeichnet „1926“ | D-5-76-122-163 Wikidata | Brückenfigur                       |
| Stadtfeld, an der Straße nach Wirthsmühle (Standort)            | Feldkapelle                               | Putzbau mit Walmdach, 18. Jahrhundert | D-5-76-122-159 Wikidata | Feldkapelle                        |

### Österberg
| Lage                                             | Objekt                               | Beschreibung | Akten-Nr.               | Bild           |
| ------------------------------------------------ | ------------------------------------ | --- | ----------------------- | -------------- |
| Bei Österberg, am westlichen Ortsrand (Standort) | Bildstock                            | Erneuert | D-5-76-122-165 Wikidata | BW             |
| Waldstraße 8 (Standort)                          | Katholische Filialkirche St. Stephan | Chorturmanlage mit Satteldach und Turm mit Zeltdach und Laterne, kreuzgratgewölbtes Langhaus mit eingezogenem Chor, im Kern romanisch, 12./13. Jahrhundert, Barockisierung von Johann Baptist Camesina, 1690/91; mit Ausstattung | D-5-76-122-164 Wikidata | weitere Bilder |
| Waldstraße 11 (Standort)                         | Kleinbauernhaus                      | Erdgeschossiger, traufseitiger Satteldachbau mit Fachwerkgiebeln, Zwerchhaus und rückseitigem Anbau, wohl um 1800 | D-5-76-122-196 Wikidata | BW             |
| Waldstraße 12 (Standort)                         | Kleinbauernhaus                      | Erdgeschossiger Massivbau mit Satteldach, erste Hälfte 19. Jahrhundert | D-5-76-122-197 Wikidata | BW             |

### Röckenhofen
| Lage                                                            | Objekt                              | Beschreibung | Akten-Nr.               | Bild           |
| --------------------------------------------------------------- | ----------------------------------- | --- | ----------------------- | -------------- |
| In Röckenhofen, am Nordrand des Ortes (Standort)                | Wegkapelle                          | Putzbau mit Satteldach und Eckpilastergliederung, flankiert von zwei alten Linden, barock; mit Ausstattung | D-5-76-122-167 Wikidata | Wegkapelle     |
| In Röckenhofen, am östlichen Ende der Jurabergstraße (Standort) | Kapelle                             | Putzbau mit Satteldach, 18./19. Jahrhundert; mit Ausstattung | D-5-76-122-168 Wikidata | BW             |
| Zur Wehrkirche 6 (Standort)                                     | Katholische Pfarrkirche St. Ägidius | Chorturmanlage mit Walmdach und Turm mit achtseitigem Aufsatz und Spitzhelm, flachgedecktes Langhaus mit eingezogenem Chor, Turmuntergeschoss mittelalterlich, Langhaus von Johann Baptist Camesina, 1693, Turmobergeschoss 1860; mit Ausstattung Kirchhofbefestigung mit Wehrgang, mittelalterlich; Torturmzweigeschossiger Massivbau mit getrepptem Giebel, mittelalterlich | D-5-76-122-166 Wikidata | weitere Bilder |

### Rotheneichmühle
| Lage                         | Objekt  | Beschreibung                                                                   | Akten-Nr.               | Bild    |
| ---------------------------- | ------- | ------------------------------------------------------------------------------ | ----------------------- | ------- |
| Rotheneichmühle 1 (Standort) | Scheune | Erdgeschossiger Fachwerkbau mit Steilsatteldach, zweite Hälfte 18. Jahrhundert | D-5-76-122-198 Wikidata | Scheune |

### Schutzendorf
| Lage                                                        | Objekt                                | Beschreibung | Akten-Nr.               | Bild           |
| ----------------------------------------------------------- | ------------------------------------- | --- | ----------------------- | -------------- |
| Nähe Schutzendorf, an der Straße nach Großhöbing (Standort) | Wegkreuz                              | In Kruzifixform, 19./20. Jahrhundert | D-5-76-122-171 Wikidata | Wegkreuz       |
| Sankt-Wolfgang-Straße 13 (Standort)                         | Katholische Filialkirche St. Wolfgang | Chorturmanlage mit Walmdach und Turm mit Zeltdach, im Kern mittelalterlich, Barockisierung und Erweiterung von Dominikus Barbieri, 1746; mit Ausstattung | D-5-76-122-170 Wikidata | weitere Bilder |

### Untermässing
| Lage                                                       | Objekt                               | Beschreibung | Akten-Nr.               | Bild                |
| ---------------------------------------------------------- | ------------------------------------ | --- | ----------------------- | ------------------- |
| Die Wöhr (Standort)                                        | Bildstock                            | Mit Nische und vorkragendem Satteldächlein, 19. Jahrhundert | D-5-76-122-180 Wikidata | Bildstock           |
| Nähe Talstraßeg, an der Straße nach Obermässing (Standort) | Bildstock                            | Erneuert | D-5-76-122-179          | Bildstock           |
| Schwarzachaue 5, an der Straße nach Greding (Standort)     | Kapelle                              | Putzbau mit Satteldach, 18./19. Jahrhundert; mit Ausstattung | D-5-76-122-173          | Kapelle             |
| Talstraße 15 (Standort)                                    | Katholische Pfarrkirche St. Leodegar | Putzbau mit Satteldach und Turm über Sakristei mit Zeltdach und Laterne, einschiffiges Langhaus und Chor mit Stichkappentonne, Turmuntergeschosse mittelalterlich, Langhaus- und Chorneubau sowie Turmaufstockung von Johann Baptist Camesina, 1694–96; mit Ausstattung Friedhof, mit klassizistischen Grabsteinen Friedhofsummauerung, wohl 18. Jahrhundert Ehemalige Ölbergkapelle, Putzbau mit Walmdach und Rundbogenarkaden, um 1700 | D-5-76-122-172 Wikidata | weitere Bilder      |
| Talstraße 17 (Standort)                                    | Pfarrhof, Pfarrhaus                  | Zweigeschossiger, traufseitiger Massivbau mit Satteldach, bezeichnet „1686“ Nischenfigur, Holzfigur des heiligen Leodegar, spätgotisch, um 1520, an Südseite des Pfarrhauses Ehemaliger Pfarrstall, erdgeschossiger Satteldachbau mit Fachwerkkniestock und -giebel, 18. Jahrhundert, mit Wappenstein, bezeichnet „1599“ Hofmauer, wohl 17./18. Jahrhundert                                                                              | D-5-76-122-174 Wikidata | Pfarrhof, Pfarrhaus |
| Talstraße 19 (Standort)                                    | Ehemaliges Gasthaus                  | Zweigeschossiger Flachsatteldachbau mit verputztem Fachwerk-Obergeschoss und Kniestock, 18. Jahrhundert | D-5-76-122-175 Wikidata | Ehemaliges Gasthaus |
| Talstraße 20 (Standort)                                    | Ehemaliges Schulhaus                 | Zweigeschossiger Walmdachbau mit Zwerchhaus und Fassadengliederungen, Neubarock, 1902 | D-5-76-122-177 Wikidata | weitere Bilder      |
| Zum Sommerkeller 1 (Standort)                              | Bauernhaus                           | Erdgeschossiger, traufseitiger Massivbau in Jura-Bauweise mit Flachsatteldach und Kniestock, um Mitte 19. Jahrhundert | D-5-76-122-178 Wikidata | Bauernhaus          |

### Viehhausen
| Lage                                          | Objekt                  | Beschreibung | Akten-Nr.               | Bild           |
| --------------------------------------------- | ----------------------- | --- | ----------------------- | -------------- |
| Bauernfeld, am westlichen Ortsrand (Standort) | Bildstock               | 18. Jahrhundert | D-5-76-122-184          | BW             |
| In Viehhausen (Standort)                      | Katholische Ortskapelle | Putzbau mit Satteldach und Dachreiter mit Zwiebelhaube, 1800, Turm 1907; mit Ausstattung | D-5-76-122-182 Wikidata | weitere Bilder |
| Silberfeld, nördlich des Ortes (Standort)     | Bildstock               | Gemauert, Bruchstein und Ziegelstein, Bildnische mit gemaltem Muttergottesbild, 18./19. Jahrhundert | D-5-76-122-199 Wikidata | BW             |
| Viehhausen 1 (Standort)                       | Hofanlage               | Scheune, massiver Satteldachbau, 16./17. Jahrhundert, dendrochronologisch datiert um 1590; Nebengebäude, zweigeschossiger, traufseitiger Massivbau mit Satteldach, hofseitig mit Sonnenuhr, 18. Jahrhundert Großer Torbogen, Kalksteinmauerwerk Hofmauer, Bruchstein | D-5-76-122-181 Wikidata | Hofanlage      |
| Viehhausen 11 (Standort)                      | Ehemaliger Wasserturm   | Viergeschossiger Massivbau mit Werksteinuntergeschossen und, verputztem, ausladendem Obergeschoss mit Eckgliederung und spitzem Zeltdach, historisierend, um 1920/30                                                                                                 | D-5-76-122-183 Wikidata | weitere Bilder |

### Wirthsmühle
| Lage                     | Objekt   | Beschreibung | Akten-Nr.               | Bild     |
| ------------------------ | -------- | --- | ----------------------- | -------- |
| Wirthsmühle 1 (Standort) | Wohnhaus | Ein- und zweigeschossiger Putzbau mit Satteldach und einseitigem Fachwerkgiebel, wohl 18. Jahrhundert Scheune, zweigeschossiger Satteldachbau mit massivem Erdgeschoss und Fachwerkobergeschoss, 18./19. Jahrhundert | D-5-76-122-185 Wikidata | Wohnhaus |

### Keinem Gemeindeteil zugeordnet
| Lage        | Objekt     | Beschreibung | Akten-Nr.      | Bild |
| ----------- | ---------- | --- | -------------- | ---- |
| Brunntal () | Wasserwerk | eingeschossiger, verputzter Ziegelsteinbau mit steilem Satteldach, an der Westseite Treppenhausrisalit mit steilem Satteldach, an der Ostseite Zwerchhaus mit Dreiecksgiebel und eingeschossiger Werkstattanbau mit Pultdach, 1914. | D-5-76-122-249 |      |

## Ehemalige Baudenkmäler
In diesem Abschnitt sind Objekte aufgeführt, die früher einmal in der Denkmalliste eingetragen waren, jetzt aber nicht mehr. Objekte, die in anderem Zusammenhang – also z. B. als Teil eines Baudenkmals – weiter eingetragen sind, sollen hier nicht aufgeführt werden. Aktennummern in diesem Abschnitt sind ehemalige, jetzt nicht mehr gültige Aktennummern.

| Lage                                       | Objekt             | Beschreibung | Akten-Nr.               | Bild |
| ------------------------------------------ | ------------------ | --- | ----------------------- | ---- |
| Greding Am Kirchberg (Standort)            | Stadtgraben-Anlage | Mittelalterlich, westlich und nördlich vor den Mauerzügen, an der oberen Bergstraße und dem oberen Maria-Hilf-Weg                                                                                     | D-5-76-122-16 Wikidata  | BW   |
| Greding Georg-Jobst-Gasse 6 ()             | Bürgerhaus         | Zweigeschossiger Satteldachbau, massiv, 18./19. Jahrhundert | D-5-76-122-188 Wikidata |      |
| Greding Kindinger Straße ()                | Scheune            | Fachwerkbau mit Satteldach, 18. Jahrhundert | D-5-76-122-47           |      |
| Attenhofen Dreifaltigkeitsweg 4 (Standort) | Bauernhaus         | In Jura-Bauweise, eingeschossig mit Kniestock, Fachwerkgiebel und Legschieferdach, dendrochronologisch datiert Ende 17. Jahrhundert, Umbauten Mitte 18. Jahrhundert und zweite Hälfte 19. Jahrhundert | D-5-76-122-94 Wikidata  | BW   |